# Valerie Mahaffey

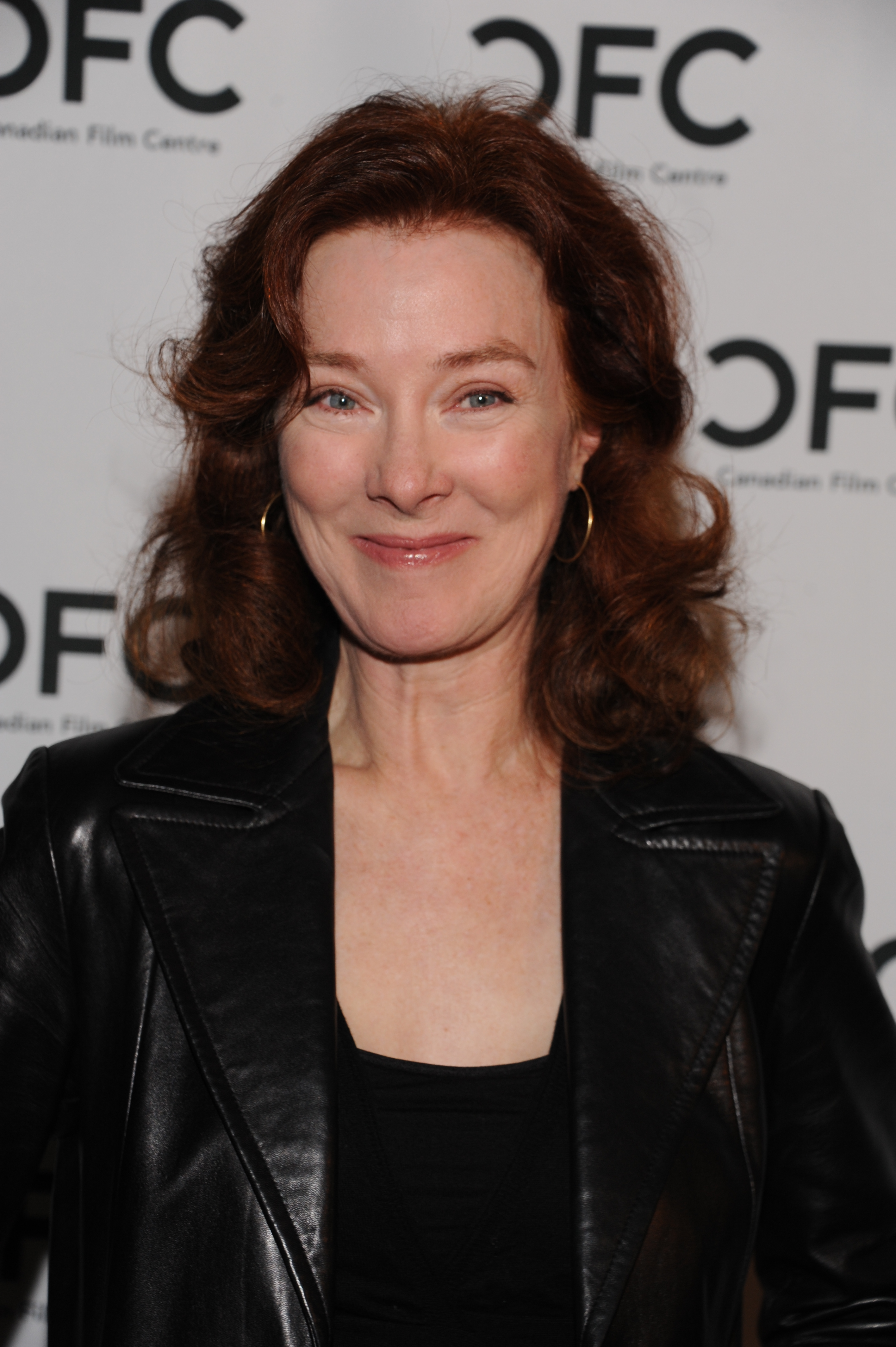
Valerie Mahaffey (2012)

Valerie Mahaffey (* 16. Juni 1953 auf Sumatra, Indonesien; † 30. Mai 2025 in Los Angeles, Kalifornien) war eine US-amerikanische Schauspielerin.

## Leben und Karriere
Mahaffey wurde als Tochter eines texanischen Vaters und einer kanadischen Mutter auf Sumatra geboren. Später wuchs sie im texanischen Austin auf, wo sie auch ihren Schulabschluss machte. 1975 erwarb sie einen Bachelor of Fine Arts an der University of Texas at Austin. 1976 machte sie ihr Broadway-Debüt in dem Richard-Rodgers-Musical Rex; bis Mitte des folgenden Jahrzehntes sollte sie an weiteren Broadway-Produktionen mitwirken.
Seit Ende der 1970er Jahre war sie als Schauspielerin für Film und Fernsehen tätig. Ihre erste größere Fernsehrolle hatte sie von 1979 bis 1981 in der Krankenhaus-Seifenoper The Doctors. Für ihre Darstellung der Figur Eve in der Serie Ausgerechnet Alaska erhielt Mahaffey 1992 einen Emmy-Award in der Kategorie Outstanding Supporting Actress in a Drama Series. In Deutschland wurde sie durch ihre Rolle in Desperate Housewives bekannt. Dort spielte sie von 2006 bis 2012 in neun Folgen die Rolle der freundlichen, extrovertierten, aber letztendlich wahnsinnigen Alma Hodge. Weitere wiederkehrende Nebenrollen hatte sie in den Serien Überflieger, Devious Maids – Schmutzige Geheimnisse und Big Sky. In der Serie Young Sheldon verkörperte sie zwischen 2017 und 2020 wiederkehrend eine Englischlehrerin.
Neben zahlreichen Fernsehauftritten spielte Mahaffey gelegentlicher auch in Kinofilmen wie National Lampoon’s Klassenfahrt (1995), Aus dem Dschungel, in den Dschungel (1997), Jack und Jill (2011) und Clint Eastwoods Sully (2016). Eine gewisse späte Anerkennung als Filmschauspielerin verschaffte sich Mahaffey durch ihre Rolle neben Michelle Pfeiffer in dem Independentfilm French Exit, für die sie 2021 eine Nominierung für den Independent Spirit Award als Beste Nebendarstellerin einfuhr. Insgesamt umfasst Mahaffey filmisches Schaffen mehr als 80 Produktionen zwischen 1977 und 2023.
Mahaffey war verheiratet und Mutter eines Kindes. Sie starb 17 Tage vor Vollendung ihres 72. Lebensjahres Ende Mai 2025 an den Folgen einer Krebserkrankung.

## Filmografie (Auswahl)
- 1977: Tell Me My Name (Fernsehfilm)
- 1979–1981: The Doctors (Fernsehsoap, 104 Folgen)
- 1984: Die unglaublichen Geschichten von Roald Dahl (Tales of the Unexpected, Fernsehserie, Folge 7x15)
- 1986: Hell Zone – Im Vorhof der Hölle (Women of Valor, Fernsehfilm)
- 1986: Fresno (Fernsehserie, 6 Folgen)
- 1987: Todesgrüße aus Havanna (Her Secret Life, Fernsehfilm)
- 1989: Perry Mason: Bretter, die die Welt bedeuten (Perry Mason: The Case of the Musical Murder, Fernsehfilm)
- 1989: Perry Mason: Geld – Sport – Mord (Perry Mason: The Case of the All-Star Assassin, Fernsehfilm)
- 1990: Zurück in die Vergangenheit (Quantum Leap, Fernsehserie, Folge 3x05)
- 1991: Seinfeld (Fernsehserie, Folge 3x02)
- 1991: Cheers (Fernsehserie, Folge 9x14)
- 1991–1994: Ausgerechnet Alaska (Northern Exposure, Fernsehserie, 5 Folgen)
- 1992: Scheidung per Mord (Till Death Us Do Part, Fernsehfilm)
- 1992–1993: Die Power-Family (The Powers That Be, Fernsehserie, 21 Folgen)
- 1993: Lost Souls – Botschaft aus dem Jenseits (They, Fernsehfilm)
- 1993–1996: Überflieger (Wings, Fernsehserie, 3 Folgen)
- 1994: L.A. Law – Staranwälte, Tricks, Prozesse (L.A. Law, Fernsehserie, Folge 8x12)
- 1995: National Lampoon’s Klassenfahrt (Senior Trip)
- 1995–1996: Der Klient (The Client, Fernsehserie, 4 Folgen)
- 1997: Aus dem Dschungel, in den Dschungel (Jungle 2 Jungle)
- 1997: Eine grauenvolle Familie (Dinner at Fred’s)
- 1999: Emergency Room – Die Notaufnahme (ER, Fernsehserie, 4 Folgen)
- 2000: Ally McBeal (Fernsehserie, Folge 3x17)
- 2001: The West Wing – Im Zentrum der Macht (The West Wing, Fernsehserie, Folge 3x07)
- 2001: Für alle Fälle Amy (Judging Amy, Fernsehserie, Folge 3x06)
- 2002: Law & Order: Special Victims Unit (Fernsehserie, Folge 3x19)
- 2003: Seabiscuit – Mit dem Willen zum Erfolg (Seabiscuit)
- 2003: Frasier (Fernsehserie, Folge 11x07)
- 2004: Without a Trace – Spurlos verschwunden (Without a Trace, Fernsehserie, Folge 2x20)
- 2006: CSI: Vegas (CSI: Crime Scene Investigation, Fernsehserie, Folge 7x08)
- 2006–2012: Desperate Housewives (Fernsehserie, 9 Folgen)
- 2007: Private Practice (Fernsehserie, Folge 1x06)
- 2008: Boston Legal (Fernsehserie, Folge 4x11)
- 2008: 2 Romeos für Julia – Alte Liebe rostet nicht (A Previous Engagement)
- 2009: Taras Welten (United States of Tara, Fernsehserie, 7 Folgen)
- 2010: Hannah Montana (Fernsehserie, Folge 4x09)
- 2011: Jack und Jill (Jack and Jill)
- 2011–2013: Glee (Fernsehserie, 3 Folgen)
- 2012: Crazy Eyes
- 2012: The Exes (Fernsehserie, Folge 2x11)
- 2013: Grey’s Anatomy (Fernsehserie, Folge 10x10)
- 2013: Monday Mornings (Fernsehserie, 6 Folgen)
- 2013–2015: Devious Maids – Schmutzige Geheimnisse (Devious Maids, Fernsehserie, 7 Folgen)
- 2014: Franklin & Bash (Fernsehserie, Folge 4x05)
- 2014: Grey’s Anatomy (Fernsehserie, Folge 10x10)
- 2014: Hart of Dixie (Fernsehserie, 3 Folgen)
- 2014: Kirstie (Fernsehserie, Folge 1x12)
- 2015: Workaholics (Fernsehserie, Folge 5x08)
- 2015: Impastor (Fernsehserie, Folge 1x06)
- 2016: Sully
- 2016: The Mindy Project (Fernsehserie, Folge 4x16)
- 2016: The Man in the High Castle (Fernsehserie, 3 Folgen)
- 2017–2020: Young Sheldon (Fernsehserie, 14 Folgen)
- 2018: The Witch Files
- 2019–2022: Dead to Me (Fernsehserie, 9 Folgen)
- 2020: French Exit
- 2020–2021: Big Sky (Fernsehserie, 9 Folgen)
- 2022: Echo 3 (Fernsehserie, 3 Folgen)
- 2025: The 8th Day